# Gezer
Gezer (hebräisch גֶּזֶר gæzær, deutsch ‚Wurzel‘), später Gazara war eine Stadt in Kanaan am Übergang der Schfelah zum Judäischen Bergland. Sie wird heute überwiegend mit dem Tell Gezer (auch: Tell el-Jezer) identifiziert, der sich vier Kilometer südlich des gleichnamigen Kibbuzes, etwa auf halbem Weg zwischen Jerusalem und Tel Aviv befindet. 

## Forschungsgeschichte

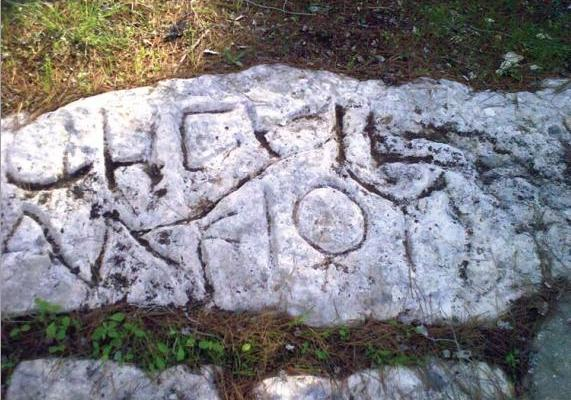
Gezer-Grenzstein Nr. 5, die hebräische Inschrift ist kopfstehend

Tell Gezer wurde 1871 vom französischen Archäologen Charles Clermont-Ganneau ausgegraben. Es folgten weitere Ausgrabungen in den Jahren zwischen 1902 und 1907 durch Robert Macalister im Auftrag des Palestine Exploration Fund. Auch danach war Gezer das Ziel intensiver Ausgrabungen, so im Jahr 1934 durch Alan Rowe, 1964 durch G. Ernest Wright, sowie durch William G. Dever, Yigael Yadin und durch die Andrews University. Seit 2006 werden die Ausgrabungen von Steve Ortiz vom Southwestern Baptist Theological Seminary (Fort Worth, USA) und Sam Wolff (Israel Antiquities Authority) fortgeführt.

## Geschichte

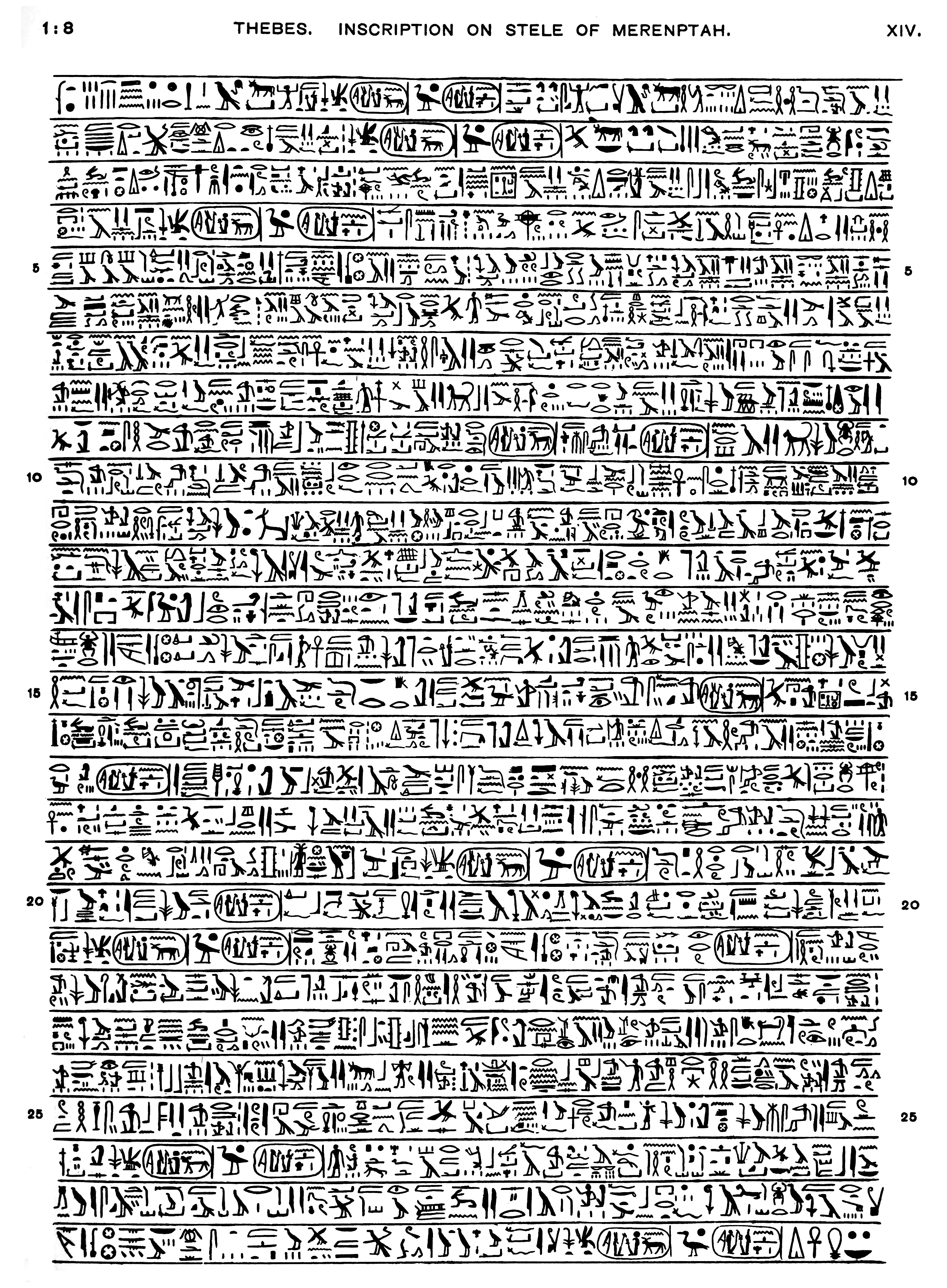
Siegesstele des Merenptah

Erste schriftliche Belege für die Existenz Gezers datieren in die Zeit des ägyptischen Königs Thutmosis III. (15. Jahrhundert v. Chr.). Die Reliefs aus dem Tempel des Amun-Re in Karnak zeigen Gefangene aus Gezer aus dem Syrienfeldzug von 1468 v. Chr. Eine Inschrift aus dem Grabtempel von Thutmosis IV. (ca. 1410–1402.) erwähnt Gefangene (Kharu) aus einer Stadt, die meist als Gezer rekonstruiert wird. Aus den Amarna-Briefen lässt sich folgern, dass Gezer an den Konflikten der unter ägyptischer Oberhoheit stehenden Stadtstaaten Palästinas beteiligt war. Es haben sich über ein Dutzend Briefe aus Gezer an den ägyptischen König erhalten, sodass sich auch die Namen der Statthalter in Gezer rekonstruieren lassen: Milkilu, Addu-Dabi und Japahu. Sie berichten von der ständigen Bedrängnis durch die Apiru, ohne dass offenbar von ägyptischer Seite Abhilfe geschaffen wurde.
In Gezer scheint eine wichtige Schreiberschule bestanden zu haben. Ein Bruchstück des Gilgamesch-Epos, das zu Beginn der 50er Jahre von einem Hirten aus dem Kibbutz Megiddo an der Rampe des Abraumhaufens von Sektor AA gefunden wurde, stammt nach Analysen von Yuval Goren u. a. vermutlich aus Gezer. Juan-Pablo Vita nimmt auf Grund paläographischer Studien an, dass ein Schreiber aus Gezer auch für die verbündeten Herrscher von Ginti-kirmil, Gath und Aschdod Briefe verfasste. Auch Briefe von Tagi (EA 266) und Jahtiru (EA 296) weist er diesem Schreiber zu. Letztere verwendeten aber auch andere Schreiber.
Im Buch Josua (Jos 10,33 ) wird ein König von Gezer namens Horam erwähnt, der der Stadt Lachisch, die von den Israeliten unter Josua bin Nun belagert wird, zu Hilfe kommt, dabei aber erschlagen wird. In der Folge wurde Gezer von den Israeliten erobert (Jos 12,12 ), die kanaanäische Bevölkerung des Ortes versklavt (Jos 16,10 ). Die Stadt hatte durch ihre Lage im Grenzgebiet zu den Philistern strategische Bedeutung. Sie wurde dem Stammesgebiet von Ephraim zugeschlagen, dann aber der levitischen Sippe von Kehath als Freistatt zugesprochen (Jos 21,21 ).
Unter den Ramessiden wurde die Herrschaft Ägyptens über die Gegend wieder gefestigt. Die Siegesstele des Merenptah berichtet, dass Gezer von den Ägyptern erobert wurde. Ein Elfenbeinfund am Tell Gezer, auf dem sich der Name Merenptahs in einer Kartusche fand, stützt diesen Bericht.
Dem biblischen Bericht zufolge (2 Sam 5,25 ) schlug König David die Philister von Gibeon an bis nach Gezer. Nachdem die Ägypter die Stadt zerstört hatten, baute sie König Salomo wieder auf (1 Kön 9,15-17 ). Bei Ausgrabungen wurden Mauerreste entdeckt, die von Yadin dieser Bautätigkeit zugeschrieben wurden. Eine Datierung auf einen späteren Zeitpunkt ist umstritten.
Während der Makkabäerkriege wechselte die Stadt, jetzt Gazara genannt, mehrmals den Besitzer. Auf ein spätantikes Bistum geht das Titularbistum Gazera der römisch-katholischen Kirche zurück. In der Folge wurde der Ort verlassen und blieb bis in die Neuzeit unbewohnt. Heute befindet sich neben der Ausgrabungsstätte eine kleine Siedlung.

### Herrscher
- Milkilu, Amarna-Zeit[5] (EA 267–271)
- Ba'lu-dānu, Amarna-Zeit[5] (EA 293–294)
- Japahu, Amarna-Zeit[5] (EA 297–300)
- Horam zur Zeit Josuas

## Aufbau der Siedlung
Das monumentale Stadttor ist vergleichbar mit dem Tor von Hazor.

## Funde

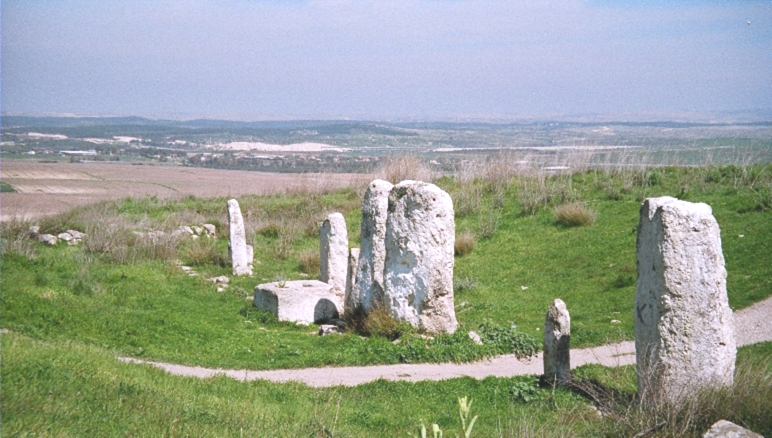
Megalithen in Gezer

In Gezer wurden zehn Megalithen entdeckt, die wohl zu einer Tempelanlage gehörten.
Weiterhin wurde in der Umgebung bisher dreizehn Steine gefunden, von denen sich zehn als Grenzmarkierungen deuten lassen. Sie tragen neben dem griechischen Namen Alkios im Genitiv (ΑΛΚΙΟΥ) die hebräische Aufschrift Gebiet von Gezer (תחמגזר), was die Identifizierung des Tell Gezer mit der Stadt Gezer bestätigte. Die übrigen drei Steine tragen Eigennamen. Alle werden in die hellenistische Zeit datiert.

## Gezer-Kalender
Bei der Ausgrabung des Tells wurde der so genannte Gezer-Kalender gefunden, der auf das 10. Jahrhundert v. Chr. datiert wird. Er gilt gemeinhin als einer der frühesten Texte in hebräischer Sprache. Möglicherweise handelt es sich um einen Kalender zur Bestimmung saisonaler landwirtschaftlicher Tätigkeiten. Denkbar ist aber auch, dass es sich um eine Art Volkslied oder um Schüleraufzeichnungen handelt.

### Endpublikation
- William G. Dever, H. Darrell Lance, G. Ernest Wright: Gezer I: Preliminary Report of the 1964–66 Seasons (= Annual of the Nelson Glueck School of Biblical Archaeology I). Jerusalem 1970.
- William G. Dever u. a.: Gezer II: Report of the 1967–70 Seasons in Fields I and II (= Annual of the Nelson Glueck School of Biblical Archaeology II). Jerusalem 1974.
- Seymour Gitin: Gezer III: A Ceramic Typology of the Late Iron II, Persian and Hellenistic Periods at Tell Gezer (= Annual of the Nelson Glueck School of Biblical Archaeology II). Jerusalem 1990. ISBN 965-222-202-X
- William G. Dever: Gezer IV: The 1969–71 Seasons in Field VI, the “Acropolis” (= Annual of the Nelson Glueck School of Biblical Archaeology IV). Jerusalem 1986. ISBN 0-87820-304-4
- Joe D. Seger: Gezer V: The Field I Caves (= Annual of the Nelson Glueck School of Biblical Archaeology V). Jerusalem 1988. ISBN 0-87820-305-2

### Sonstige
- Immanuel Benzinger: Gazara. In: Paulys Realencyclopädie der classischen Altertumswissenschaft (RE). Band VII,1, Stuttgart 1910, Sp. 887–889.
- William G. Dever: Gezer revisited: New excavations of the Solomonic and Assyrian period defenses. In: The Biblical Archaeologist 47/4, 1984, S. 206–218.
- William G. Dever: Late Bronze Age and Solomonic defenses at Gezer: New evidence. In: Bulletin of the American Schools of Oriental Research 262, 1986, S. 9–34.
- Israel Finkelstein: On archaeological methods and historical considerations: Iron Age II Gezer and Samaria. In: Bulletin of the American Schools of Oriental Research 277/278, 1990, S. 109–119.
- John S. Holladay, Jr.: Red Slip, burnish, and the Solomonic gateway at Gezer. In: Bulletin of the American Schools of Oriental Research 277/278, 1990, S. 23–70.
- H. Darrell Lance: Gezer in the land and in history. In: The Biblical Archaeologist 30/2, 1967, S. 34–47.
- Joe D. Seger: Reflections on the gold hoard from Gezer. In: Bulletin of the American Schools of Oriental Research 221, 1976 (Memorial Issue: Essays in Honor of George Ernest Wright), S. 133–140.
- Daniel Sivan: The Gezer Calendar and Northwest Semitic Linguistics. In: Israel Exploration Journal 48,1–2 (1998), S. 101–105 (Eine aktuelle sprachwissenschaftliche Analyse des Textes [englisch]).
- David Ussishkin: Notes on Megiddo, Gezer, Ashdod, and Tel Batash in the Tenth to Ninth Centuries B. C. In: Bulletin of the American Schools of Oriental Research 277/278, 1990, 71–91.